# Парамоновские склады
Парамоновские склады — комплекс складских сооружений XIX века в Ростове-на-Дону. Расположены на берегу Дона, между проспектом Соколова и Университетским переулком. Памятник федерального значения.

## История
Самый старый корпус Парамоновских складов построен в середине XIX века, последний — в конце 1890-х годов. Строили склады инженеры Якунин и Э. Шульман.

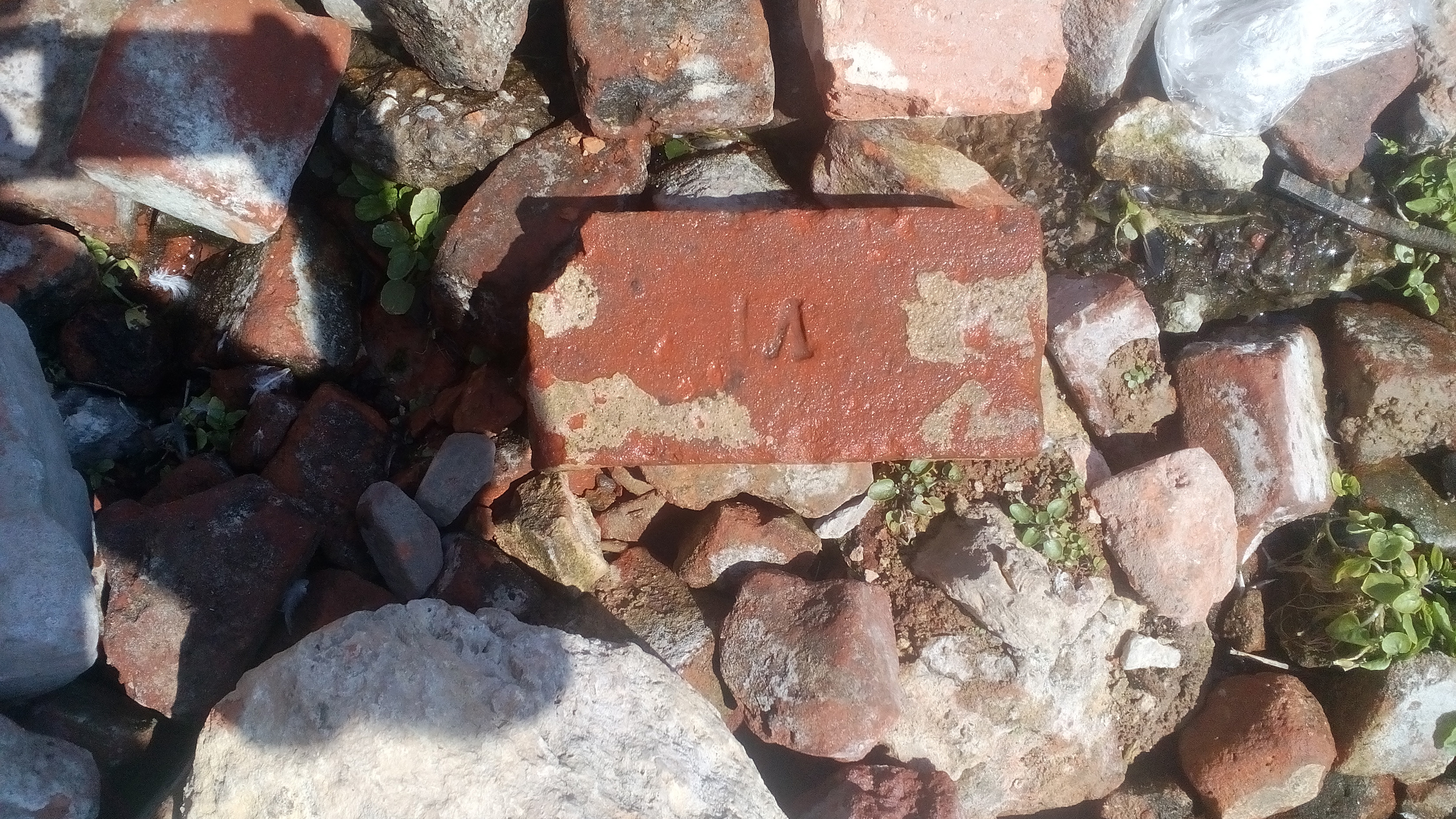
Кирпич из Парамоновских складов

Кирпичи для стройки складов поставлялись с завода купцов Леванидовых. По настоящее время их можно найти в грудах обломков стен зданий складов. За время своего существования склады принадлежали разным владельцам и фирмам, но городская молва до сих пор приписывает их одному хозяину, знаменитому зернопромышленнику Елпидифору Парамонову.
Склады чудом уцелели во время бомбардировок порта времён Великой Отечественной войны. Хотя одна авиабомба всё-таки сюда попала, нарушив систему водоохлаждения. Наиболее существенным разрушениям склады подверглись в эпоху их бесхозного существования. Одних только пожаров склады пережили не менее пяти. В период последних лет СССР склады использовались по прямому назначению, в них хранили цемент, стройматериалы и пр.
В 1985 году Парамоновским складам был присвоен статус памятника истории и культуры местного значения. Чуть позднее историческая постройка получила статус памятника федерального значения.

## Архитектурные особенности
Лаконичный кирпичный декор с мотивами романского зодчества и классицизма использован в оформлении корпусов Парамоновских складов.
Инженеры Якунин и Э. Шульман грамотно и изящно воспользовались уникальной природной особенностью данного места — родниками, круглый год бьющими со склона донского берега. Инженеры собрали родниковую воду в желоба и пропустили эти желоба сквозь складские помещения. Температура родниковой воды Парамоновских складов постоянна зимой и летом +18 °C. И эта система желобов поддерживала в складах пониженную температуру, благоприятную для хранения зерна.
На фасадах складов в межэтажном пространстве до сих пор сохранились круглые отверстия. Их использовали для пересыпки зерна через брезентовые рукава со вторых этажей на уровень набережной. Зерно отсюда перегружалось на баржи и отправлялось за границу.

## Современное состояние

Памятная табличка на сохранившемся здании Парамоновских складов

Все корпуса Парамоновских складов представляют собой на текущий момент руины, украшенные озёрами и водопадами родниковой воды, продолжающей бить ключами с береговых склонов Дона. Благодаря постоянной температуре родников на руинах Парамоновских складов сложился свой микроклимат: практически весь год растёт зелёная трава.
В июне 2011 года по инициативе местных энтузиастов на Парамоновских складах была проведена акция по очистке от мусора «Авгиевы конюшни». Эту акцию не поддержало Законодательное собрание Ростовской области, сочтя эту работу незаконной, зато поддержала поп-певица Наталья Ветлицкая.
На территории памятника и по сей день продолжается складирование мусора и бытовых отходов. В июне 2012 года Кировский районный суд Ростова-на-Дону удовлетворил исковое заявление зампрокурора области к региональному Министерству культуры и ряду других организаций, в котором зампрокурора потребовал разработать проект зон охраны объекта культурного наследия «Парамоновские склады» и установить на него информационные надписи и обозначения. Министерство культуры Ростовской области попыталось обжаловать это решение, но в августе 2012 года судебная коллегия по гражданским делам Ростовского областного суда оставила апелляционную жалобу без удовлетворения.
В декабре 2013 года Министерство имущества Ростовской области одобрило проект развития и реконструкции Парамоновских складов. Проект реконструкции разработало одно из московских архитектурных бюро. Согласно этому проекту, при реконструкции Парамоновских складов будут сохранены все строения, а на территории появится центр современного искусства.
23 декабря 2015 года стало известно, что Паромоновские склады могут полностью снести, а затем построить заново. При этом новый объект лишится естественного бассейна. Об этом заявил глава администрации города Сергей Горбань на заседании областного оргкомитета по подготовке к ЧМ-2018: «Проведенная экспертиза показала, что все здания являются аварийными, подлежат демонтажу и воссозданию. При этом сохранение купальни не запланировано».
Вечером 28 января 2016 года в соцсетях появилось сообщение о том, что знаменитого бассейна-купальни на Парамовских складах больше нет. Подтверждением этому стала видеозапись в которой видно что бассейн разбирали медленно и безопасно.
Администрация Ростова прокомментировала ситуацию, сложившуюся на Парамоновских складах в Ростове, начав рассказ с предыстории событий.
«В начале декабря 2015 прошло совещание в Кировской администрации с участием главы района, его заместителей, представителей правоохранительных органов и ответственных лиц ООО „Альянс-М“ — фирмы арендующей склады.
На совещании говорилось, что от местных жителей постоянно поступают жалобы на пьянки, дебоши и грабежи учеников морского училища, устраиваемые „гостями“ складов. Кроме того, указывалось на аварийное состояние объекта и качество воды — согласно заключению экспертов СЭС, вода непригодна для питья и купания.
В итоге участники совещания пришли к единому мнению: воду с несанкционированного бассейна выпустить, а само здание Парамоновских складов огородить для безопасности граждан.
Были установлены и сроки — до 15 декабря, однако ООО „Альянс-М“ пошёл навстречу общественности и дал возможность провести праздник Крещения с охраной Кировским ОВД. На сегодняшний день вода выпущена из здания, ограждения по периметру установлены. Проход на Парамоновские склады будет закрыт», говорится в официальном сообщении управления информполитики администрации Ростова.
Расположенные на улице Береговой Парамоновские склады — едва ли не самый обсуждаемый в Ростове объект. С завидным постоянством общественность и чиновники обмениваются заявлениями относительно будущего «Парамонов».
Последние заявления властей были сделаны в конце декабря прошлого года. На заседании областного оргкомитета по подготовке и проведению игр ЧМ-2018 глава администрации Ростова Сергей Горбань сообщил, что все здания Парамоновских складов признаны аварийными и подлежат демонтажу и воссозданию. Тогда же было объявлено, что сохранение купальни не запланировано.
Реконструкцией складских сооружений занялось ООО «Альянс-М». Договор аренды сроком на 45 лет между компанией и собственником Парамоновских складов был заключён в конце 2013 года. Общий объём планируемых инвестиций — 1 млрд 240 млн рублей. Директор компании Владимир Бондаренко рассказал, что на месте разваливающихся складов могут появиться несколько гостиниц, концертно-выставочный зал, спа-комплекс с апартаментами и ресторанный комплекс.
Согласно концепции, которую заявил инвестор, левые два склада должны быть реконструированы в отели с апартаментами на верхних этажах с окнами, выходящими на Дон. Здание, где текли ручьи и купались ростовчане, планировалось превратить в спа-комплекс с банями, а перед ним поставить рестораны. Здание же самого дальнего склада, которое сохранилось лучше остальных, предложили превратить в многофункциональный концертный зал. Под всем комплексом Парамоновских складов планировалось устроить двухуровневую парковку и техническую зону.
На 31 июля 2017 года назначен аукцион по продаже Парамоновских складов. Начальная цена лота — 8,8 миллионов рублей, что сравнимо со стоимостью 1-комнатной квартиры в Москве.

## Парамоновские склады в кинематографе
- 2003 — «Оперативный псевдоним» — российский детективно-приключенческий телесериал. Режиссёр Игорь Талпа, 4 серия[источник не указан 1086 дней][значимость?].
- 2010 — «O, Sortie!», док. фильм. Режиссёр Руфат Гасанов. Студия ВГИК[10][11][12].
- 2016 — 16 января 2016 года на Парамоновских складах, по адресу ул. Береговая 51В, был устроен показ пилотной серии художественного фильма «Мистер Хламщик» (реж. Николай Лебедев, прод. Сергей Пименов)[13].
- 2017 — «Смотритель маяка», сериал. Режиссёр Павел Дроздов. На 30 минуте 4-й серии (2018 г. выпуска)[источник не указан 1086 дней][значимость?].

## Фотогалерея

Руины Парамоновских складов
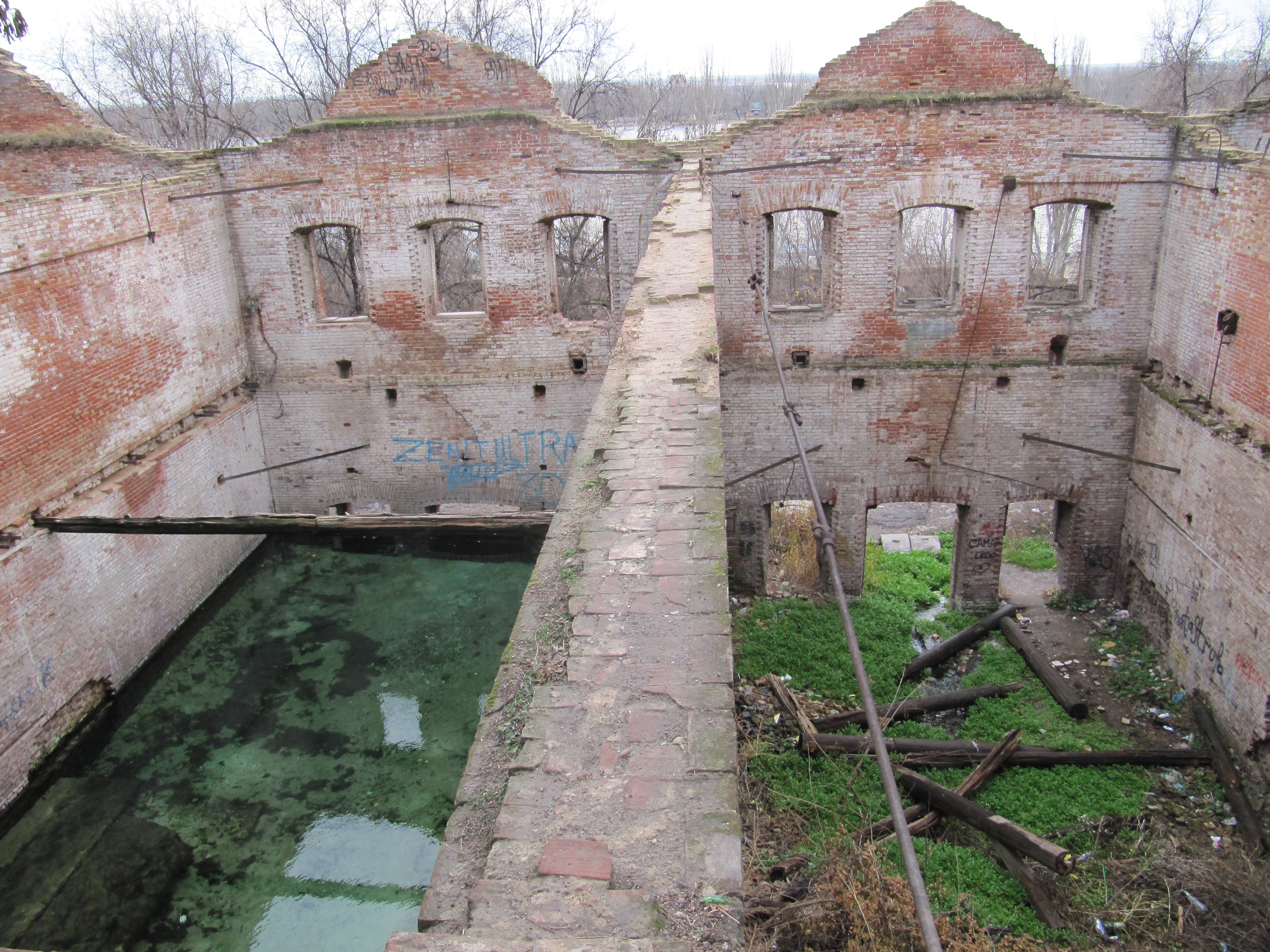
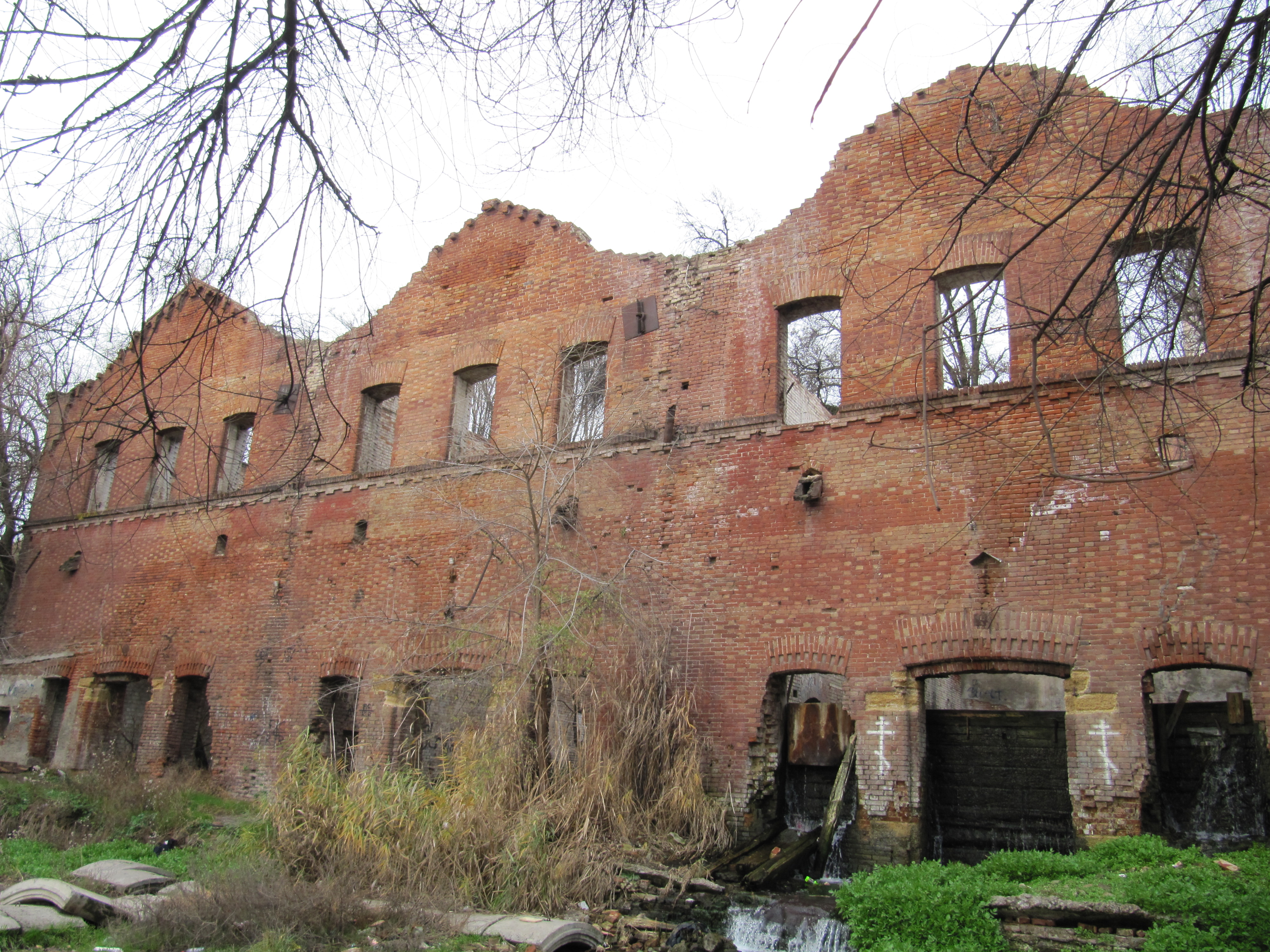
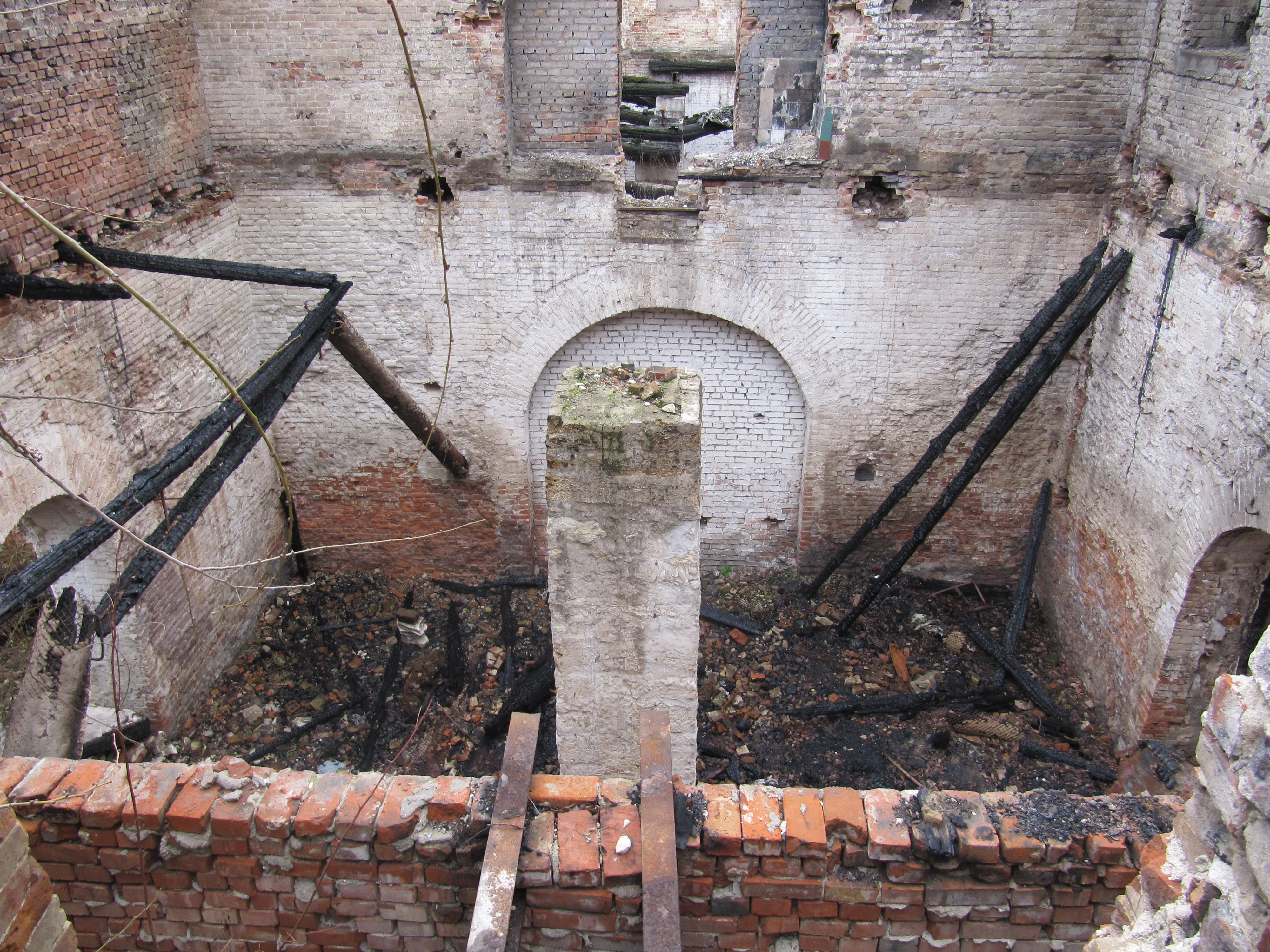
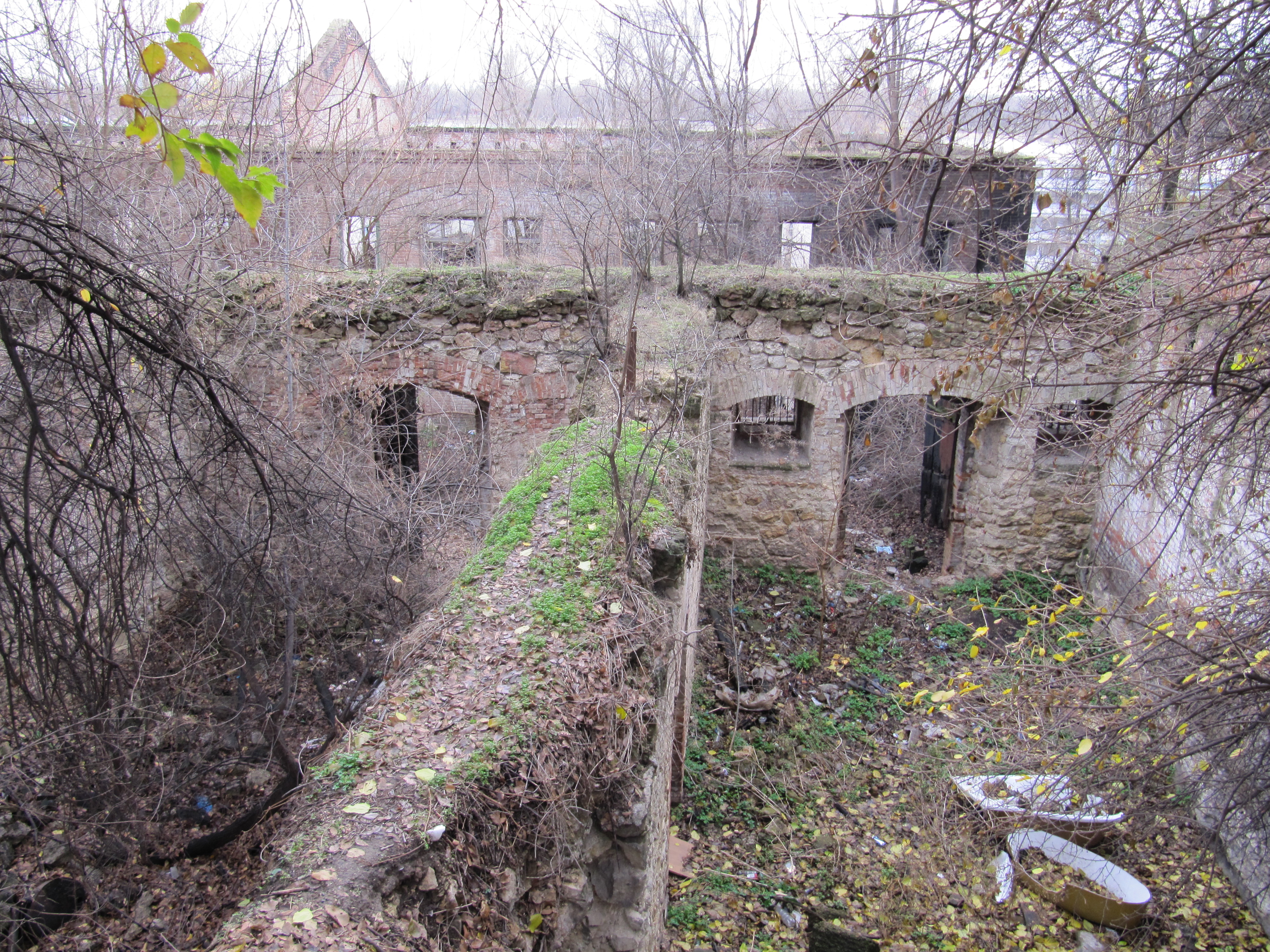
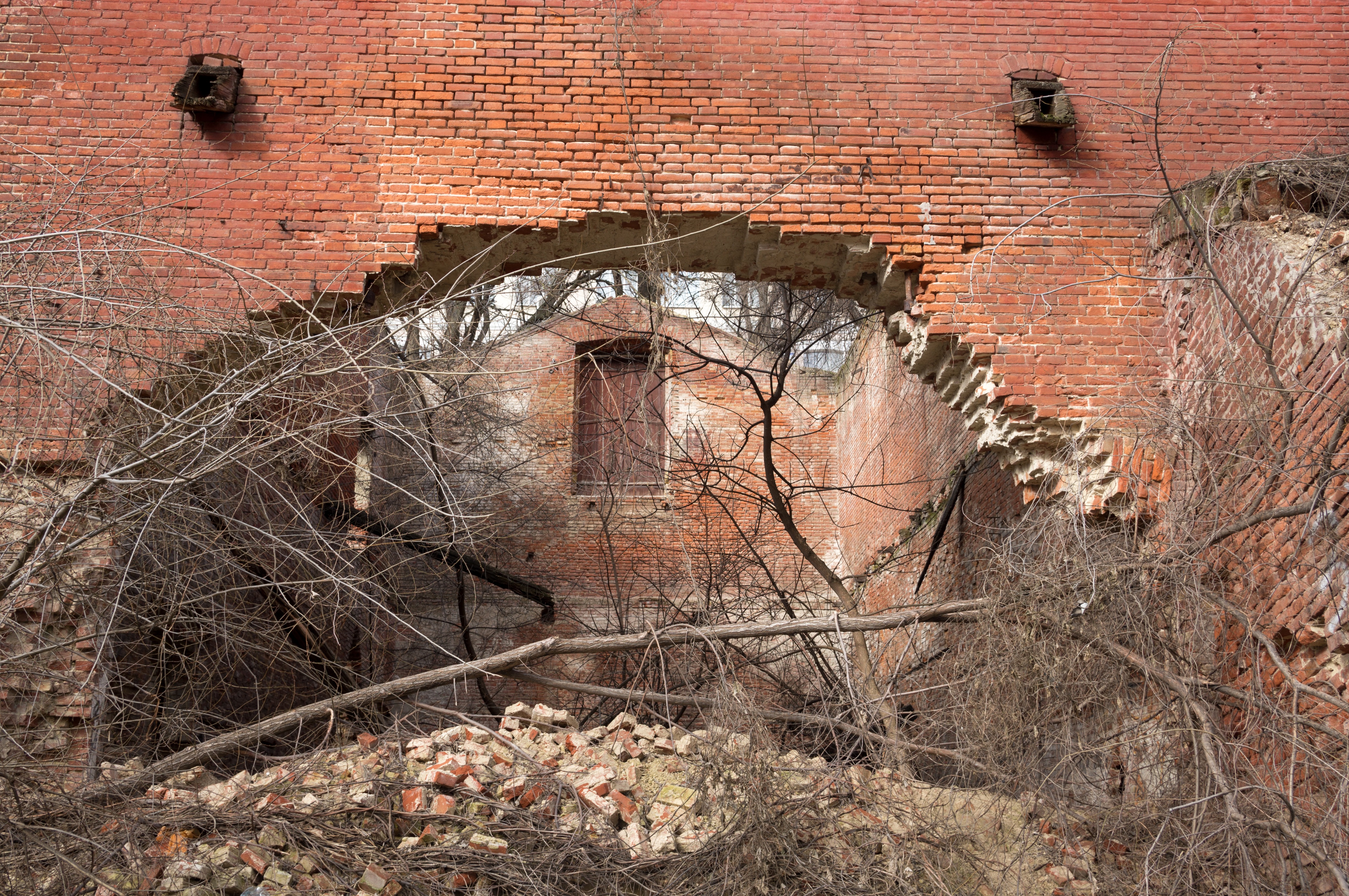
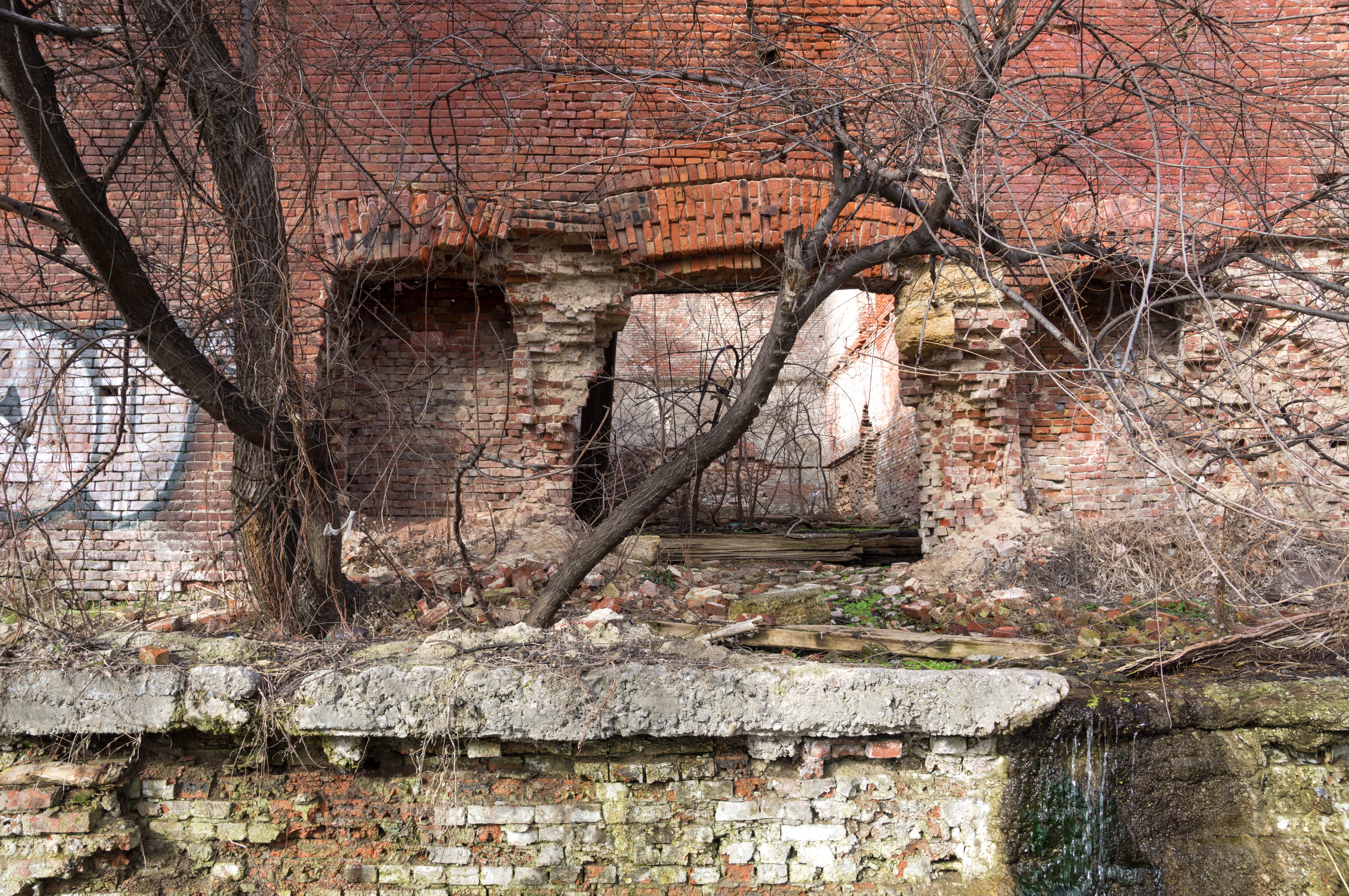